# Cicerale
Cicerale es una localidad y comune italiana de la provincia de Salerno, región de Campania, con 1.278 habitantes.

## Evolución demográfica
| Gráfica de evolución demográfica de Cicerale entre 1861 y 2001 |
|                                                                |
| Fuente ISTAT - elaboración gráfica de Wikipedia                |